# Halicyclops laminifer
Halicyclops laminifer is een eenoogkreeftjessoort uit de familie van de Halicyclopidae. De wetenschappelijke naam van de soort is voor het eerst geldig gepubliceerd in 1982 door Herbst.